# هزارسم (سمنگان)
هزارسُم یا هزارسُوم (سوم برگرفته از واژهٔ سانسکریتی سومبهه؛ پارسی باستانی سومبه؛ به‌معنای 'غارها') پایگاه باستان‌شناسی است واقع در ته دره که توسط صخره‌ها و وادی‌ها احاطه شده‌است. این پایگاه در ۱۶ کیلومتری شمال شهر ایبَک، مرکز ولایت سمنگان افغانستان واقع است. در ته دره پایگاهی (ساحه‌ای) به مساحت ۳۵۰٫۰۰۰ متر مربع، که شامل تعداد زیادی ابزار سنگی پیشاتاریخی پراکنده‌شده، یک رشته از پاره‌های سنگی عمودی که احتمالا نشان‌دهندهٔ اقامتگاه‌های اولیه بودند، و بیش از ۴۰ تپه و گور متعلق به دورهٔ اسلامی است. بر روی صخره‌ها بیشتر از ۲۰۰ غار مصنوعی، که اغلب شامل یک اتاق جلویی، یک اتاق مرکزی با اجاق آتش، و اتاق پُشتی با سکویی برای نشستن می‌شود. بیشتر آنها گچ‌کاری، و برخی نیز تزئین شده بودند، با اینحال هیچکدام اثری از نقاشی‌ها و نگاره‌های بودایی نداشتند. در بخش تراس‌های وادی مقدار فراوانی آوار از سنگ چخماق دیده می‌شد.
پایگاه‌های باستان‌شناسی افغانستان از عصر سنگ
پارینه‌سنگی زیرین □
پارینه‌سنگی میانی ■
پارینه‌سنگی بالایی ▲
فراپارینه‌سنگی ○
نوسنگی •
شهر امروزی ◉

توجه: برای مشاهدۀ موقعیت صحیح این پایگاه‌ها از تفکیک‌پذیری (resolution) ابعاد ۱۹۲۰ در ۱۰۸۰ و زوم %۱۰۰ در صفحۀ نمایشگر خود استفاده کنید.

## مطالعۀ بیشتر
- Moorcroft & Trebeck 1841, 2(1.64): 406-410 - describe the caves and the remains of paintings inside.
- Talbot et al., 1886 (4.111): 345-347 - description of the caves.
- Hayashi & Sahara 1962(4.111): 43-44 - photos and description in Japanese.
- Puglisi 1963 (4.11) - very detailed map and description of the site and lithic industry.
- Mizuno & Higuchi 1967 (4.111) - fully illustrated summary description of the caves in their various groups.
- Davis 1978 (4.12): 44 - refutes Puglisi's conclusions on the prehistoric chronology and postulates later dates.
- 1980 Gardin & Lyonnet, Chronological study of pottery from DAFA surveys, unpublished.